# Le educande di Saint-Cyr
Le educande di Saint-Cyr è un film del 1940 diretto da Gennaro Righelli e tratto dall'omonima commedia di Alexandre Dumas padre, Adolphe de Leuven e Léon Lévy Brunswick nell'adattamento teatrale di Carlo Veneziani.

## Trama
Francia, inizio 1800. Alla scuola di cavalleria di Saint-Cyr, che confina con l'omonimo collegio femminile, due cadetti saltano il muro di confine per corteggiare due ragazze del collegio, Gisella e Gemmina. Il quartetto però viene scoperto e scoppia uno scandalo che giunge alle orecchie dell'imperatrice Giuseppina: la donna ordina che si celebrino il prima possibile i matrimoni riparatori. Interviene anche Napoleone, nominando ufficiali i due cadetti e destinandoli a Napoli alla corte di Murat, divenuto re. Le due spose, abbandonate il giorno stesso delle nozze, corrono a Napoli, sempre assistite dalla buona amicizia della Imperatrice, per riconquistare il cuore dei due forzati mariti. La faccenda, dopo un insieme di incidenti cui non resta nemmeno estranea la polizia segreta del Re, si conclude nel modo migliore: i due ufficiali ritornano a Parigi riappacificati con le consorti.

## Produzione
Il film fu realizzato negli studi di Cinecittà nel 1939, ma fu proiettato nei cinematografi nel gennaio 1940.

## Critica
- "[...] È una commedia piacevole e, in fondo, edificante che rasenta il genere operettistico. Forse sarebbe riuscita più divertente e vivace se il regista Righelli non avesse avuto paura dell'operetta. Vanna Vanni e Silvana Jachino sono le due candide educande, Elio Steiner e Maurizio D'Ancora i due allievi, una coppia ben assortita per la signorile misuratezza del primo e la contenuta comicità del secondo." (Vice, La Tribuna, 13 febbraio 1940)
- "Intrigo piuttosto fiacco che finisce per cancellare l'effetto lasciato dalle discrete situazioncine del primo tempo. [...] Tecnica marcatamente frettolosa." (Filippo Sacchi, Corriere della Sera, 9 dicembre 1940)
- "Il regista Righelli ha messo nella riduzione della applauditissima commedia di Carlo Veneziani la dovuta "eleganza" e "onestà"." (Vice, Film, 17 febbraio 1940)